# César Fuentes
César Nicolás Fuentes González (Rancagua, 12 de abril de 1993) es un futbolista profesional chileno que se desempeña como volante de contención y actualmente milita en Deportes Iquique de la Primera División de Chile.

## Trayectoria

### O'Higgins
Debutó en 2011 en Primera División contra Huachipato en el empate a 4 goles, ingresando en el minuto 55 por Cristián Oviedo. El 2012 encontró mayor regularidad en el equipo dirigido por Eduardo Berizzo, destacándose por su dinámica en las labores de recuperación y entrega del balón.
En el año 2013 gracias a su actuación tanto en el Mundial Sub-20 de Turquía como en el campeonato nacional con O'Higgins, siendo titular en ambos torneos, fue premiado por la revista El Gráfico como el jugador revelación del año.

### Universidad Católica
El 12 de junio de 2015 se sella su traspaso a la Universidad Católica, firmando un contrato que lo ligó por 4 años con el club. Con los Cruzados ganó el Torneo Clausura 2016, la Supercopa de Chile y coronándose bicampeón del fútbol chileno al ganar el Torneo Apertura 2016 y el Torneo Clausura 2016. También ganó los torneos 2018 y 2019.

### Colo-Colo
En diciembre de 2019, luego de no renovar su contrato con Universidad Católica, es presentado como nuevo jugador de Colo-Colo.

## Selección nacional

### Selecciones menores
Fue convocado para los partidos preparatorios de la Selección sub-20 de Chile para el Sudamericano de la categoría en 2013, disputando un cuadrangular en donde se enfrentó a grandes selecciones de Sudamérica. También un importante gira por Europa que duró aproximadamente un mes, y otros amistosos. 
Formó parte de la Selección sub-20 de Chile, en el Sudamericano Sub-20 de 2013, disputado en Argentina. Durante el certamen, realizó una excelente labor de lateral derecho, jugando los cuatro partidos de la fase de grupos. Gracias a los buenos resultados obtenidos, su selección consiguió clasificarse para la Copa Mundial Sub-20 de 2013 que se llevaría a cabo en el mes de junio en Turquía. Durante la Copa Mundial Sub-20 de 2013 de Turquía continuó con su rol de lateral, apareciendo en los cinco encuentros que disputó Chile, cuya participación llegaría a su fin en los cuartos de final frente a la escuadra de Ghana. 
En mayo de 2014, fue incluido en la nómina de 20 jugadores entregada por el director técnico Claudio Vivas para representar a Chile en el Torneo Esperanzas de Toulon de 2014, categoría sub-21, a disputarse entre el 21 de mayo y el 1 de junio. En dicho certamen, estuvo presente en cuatro partidos, siendo el capitán de una selección que fue eliminada en primera fase, tras sumar apenas dos puntos en los cuatro encuentros que disputó.
Fue convocado por el entrenador Eduardo Berizzo para ser parte de la sub-23, para participar en los Juegos Panamericanos de 2023.

#### Participaciones en Sudamericanos
| Torneo                      | Sede      | Resultado    | Partidos | Goles |
| --------------------------- | --------- | ------------ | -------- | ----- |
| Sudamericano Sub-20 de 2013 | Argentina | Cuarto lugar | 8        | 0     |

#### Participaciones en Copas del Mundo
| Mundial                     | Sede    | Resultado        | PJ | Goles |
| --------------------------- | ------- | ---------------- | -- | ----- |
| Copa Mundial Sub-20 de 2013 | Turquía | Cuartos de final | 5  | 0     |

#### Participaciones en Torneo Esperanzas de Toulon
| Torneo                              | Sede    | Resultado    | Partidos | Goles |
| ----------------------------------- | ------- | ------------ | -------- | ----- |
| Torneo Esperanzas de Toulon de 2014 | Francia | Primera fase | 4        | 0     |

#### Participaciones en Juegos
| Competición               | Sede     | Resultado        | Partidos | Goles | Asist. |
| ------------------------- | -------- | ---------------- | -------- | ----- | ------ |
| Juegos Panamericanos 2023 | Santiago | Medalla de plata | 5        | 1     | 0      |

#### Detalles de partidos
| Partidos internacionales con Selección Chilena Sub-23 | Partidos internacionales con Selección Chilena Sub-23 | Partidos internacionales con Selección Chilena Sub-23 | Partidos internacionales con Selección Chilena Sub-23 | Partidos internacionales con Selección Chilena Sub-23 | Partidos internacionales con Selección Chilena Sub-23 | Partidos internacionales con Selección Chilena Sub-23 | Partidos internacionales con Selección Chilena Sub-23 | Partidos internacionales con Selección Chilena Sub-23 |
| N.º                                                   | Fecha                                                 | Estadio                                               | Local                                                 | Resultado                                             | Visitante                                             | Goles                                                 | Asist.                                                | Competición                                           |
| ----------------------------------------------------- | ----------------------------------------------------- | ----------------------------------------------------- | ----------------------------------------------------- | ----------------------------------------------------- | ----------------------------------------------------- | ----------------------------------------------------- | ----------------------------------------------------- | ----------------------------------------------------- |
| 1                                                     | 23 de octubre de 2023                                 | Estadio Sausalito, Viña del Mar, Chile                | Chile                                                 | 1-0                                                   | México                                                |                                                       |                                                       | Juegos Panamericanos 2023                             |
| 2                                                     | 26 de octubre de 2023                                 | Estadio Elías Figueroa, Valparaíso, Chile             | Chile                                                 | 1-0                                                   | Uruguay                                               |                                                       |                                                       | Juegos Panamericanos 2023                             |
| 3                                                     | 29 de octubre de 2023                                 | Estadio Sausalito, Viña del Mar, Chile                | Chile                                                 | 5-0                                                   | República Dominicana                                  | Anotado                                               |                                                       | Juegos Panamericanos 2023                             |
| 4                                                     | 1 de noviembre de 2023                                | Estadio Elías Figueroa, Valparaíso, Chile             | Chile                                                 | 1-0                                                   | Estados Unidos                                        |                                                       |                                                       | Juegos Panamericanos 2023                             |
| 5                                                     | 4 de noviembre de 2023                                | Estadio Sausalito, Viña del Mar, Chile                | Chile                                                 | 1-1 (t. s.) 2-4p                                      | Estados Unidos                                        |                                                       |                                                       | Juegos Panamericanos 2023                             |
| Total                                                 | Total                                                 | Total                                                 | Presencias                                            | 5                                                     | Goles                                                 | 1                                                     | 0                                                     |                                                       |

### Selección absoluta
En 2012, para la fecha eliminatoria con Colombia, Claudio Borghi integró a Fuentes como sparring, para que fuera parte de los entrenamientos de la selección adulta, y pudiera conocer y compartir con el plantel.  Posteriormente, en enero de 2014, fue citado por Jorge Sampaoli para un encuentro amistoso contra Costa Rica en Coquimbo, en el cual fue suplente y no ingresó.
En octubre de 2023, fue convocado por Eduardo Berizzo para el partido ante Venezuela por la 4.ª fecha de la Clasificatoria para la Copa Mundial de 2026, donde permaneció en la banca durante la derrota por 0:3.

## Estadísticas

### Clubes
| Club                         | Div           | Temporada     | Liga  | Liga  | Copas nacionales | Copas nacionales | Torneos internacionales | Torneos internacionales | Total | Total |
| Club                         | Div           | Temporada     | Part. | Goles | Part.            | Goles            | Part.                   | Goles                   | Part. | Goles |
| ---------------------------- | ------------- | ------------- | ----- | ----- | ---------------- | ---------------- | ----------------------- | ----------------------- | ----- | ----- |
| O'Higgins · Chile            | 1.ª           | 2011          | 1     | 0     | —                | —                | —                       | —                       | 1     | 0     |
| O'Higgins · Chile            | 1.ª           | 2012          | 31    | 0     | 2                | 0                | —                       | —                       | 33    | 0     |
| O'Higgins · Chile            | 1.ª           | 2013          | 11    | 0     | —                | —                | —                       | —                       | 11    | 0     |
| O'Higgins · Chile            | 1.ª           | 2013-14       | 29    | 0     | 4                | 0                | 6                       | 0                       | 39    | 0     |
| O'Higgins · Chile            | 1.ª           | 2014-15       | 33    | 1     | 3                | 0                | —                       | —                       | 36    | 1     |
| O'Higgins · Chile            | Total club    | Total club    | 105   | 1     | 9                | 0                | 6                       | 0                       | 120   | 1     |
| Universidad Católica · Chile | 1.ª           | 2015-16       | 31    | 4     | 4                | 0                | 4                       | 0                       | 39    | 4     |
| Universidad Católica · Chile | 1.ª           | 2016-17       | 20    | 0     | 5                | 0                | 6                       | 0                       | 31    | 0     |
| Universidad Católica · Chile | 1.ª           | 2017          | 13    | 0     | 5                | 0                | —                       | —                       | 18    | 0     |
| Universidad Católica · Chile | 1.ª           | 2018          | 16    | 1     | 1                | 0                | —                       | —                       | 17    | 1     |
| Universidad Católica · Chile | 1.ª           | 2019          | 17    | 0     | 6                | 0                | 7                       | 1                       | 30    | 1     |
| Universidad Católica · Chile | Total club    | Total club    | 97    | 5     | 21               | 0                | 17                      | 1                       | 135   | 6     |
| Colo-Colo · Chile            | 1.ª           | 2020          | 29    | 3     | 1                | 0                | 6                       | 0                       | 36    | 3     |
| Colo-Colo · Chile            | 1.ª           | 2021          | 27    | 0     | 7                | 0                | —                       | —                       | 34    | 0     |
| Colo-Colo · Chile            | 1.ª           | 2022          | 19    | 2     | 2                | 0                | 7                       | 0                       | 28    | 2     |
| Colo-Colo · Chile            | 1.ª           | 2023          | 25    | 2     | 9                | 0                | 8                       | 0                       | 42    | 2     |
| Colo-Colo · Chile            | 1.ª           | 2024          | 3     | 0     | 0                | 0                | 1                       | 0                       | 4     | 0     |
| Colo-Colo · Chile            | Total club    | Total club    | 103   | 7     | 19               | 0                | 22                      | 0                       | 144   | 7     |
| Deportes Iquique · Chile     | 1.ª           | 2025          | 5     | 0     | 5                | 0                | 6                       | 1                       | 16    | 1     |
| Deportes Iquique · Chile     | Total club    | Total club    | 5     | 0     | 5                | 0                | 6                       | 1                       | 16    | 1     |
| Total carrera                | Total carrera | Total carrera | 310   | 13    | 54               | 0                | 51                      | 2                       | 415   | 15    |
| 1. 2. 3.                     |               |               |       |       |                  |                  |                         |                         |       |       |

### Selecciones
| Selección      | Temporada     | Amistosos | Amistosos | Sudamérica | Sudamérica | Mundial | Mundial | Total | Total |
| Selección      | Temporada     | Part.     | Goles     | Part.      | Goles      | Part.   | Goles   | Part. | Goles |
| -------------- | ------------- | --------- | --------- | ---------- | ---------- | ------- | ------- | ----- | ----- |
| Sub-20 · Chile | 2013          | —         | —         | 8          | 0          | 5       | 0       | 13    | 0     |
| Sub-20 · Chile | Total         | 0         | 0         | 0          | 0          | 0       | 0       | 0     | 0     |
| Sub-21 · Chile | 2014          | 4         | 0         | —          | —          | 0       | 0       | 4     | 0     |
| Sub-21 · Chile | Total         | 4         | 0         | 0          | 0          | 0       | 0       | 4     | 0     |
| Sub-23 · Chile | 2023          | 1         | 0         | —          | —          | 1       | 0       | 2     | 0     |
| Sub-23 · Chile | Total         | 1         | 0         | 0          | 0          | 0       | 0       | 2     | 0     |
| Total carrera  | Total carrera | 5         | 0         | 9          | 0          | 5       | 0       | 19    | 0     |
| 1. 2.          |               |           |           |            |            |         |         |       |       |

### Resumen estadístico
| Competición           | Partidos | Goles |
| --------------------- | -------- | ----- |
| Primera división      | 301      | 10    |
| Copas nacionales      | 48       | 0     |
| Copas internacionales | 44       | 1     |
| Selección Sub-20      | 13       | 0     |
| Selección Sub-21      | 4        | 0     |
| Selección Sub-23      | 1        | 0     |
| Total                 | 412      | 11    |

## Palmarés

### Títulos nacionales
| Título             | Equipo                    | País  | Año    |
| ------------------ | ------------------------- | ----- | ------ |
| Primera División   | C.D. O'Higgins            | Chile | 2013-A |
| Supercopa de Chile | C.D. O'Higgins            | Chile | 2014   |
| Primera División   | C.D. Universidad Católica | Chile | 2016-C |
| Supercopa de Chile | C.D. Universidad Católica | Chile | 2016   |
| Primera División   | C.D. Universidad Católica | Chile | 2016-A |
| Primera División   | C.D. Universidad Católica | Chile | 2018   |
| Supercopa de Chile | C.D. Universidad Católica | Chile | 2019   |
| Primera División   | C.D. Universidad Católica | Chile | 2019   |
| Copa Chile         | C. S. D. Colo-Colo        | Chile | 2021   |
| Supercopa de Chile | C. S. D. Colo-Colo        | Chile | 2022   |
| Primera División   | C. S. D. Colo-Colo        | Chile | 2022   |
| Copa Chile         | C. S. D. Colo-Colo        | Chile | 2023   |
| Primera División   | C. S. D. Colo-Colo        | Chile | 2024   |
| Supercopa de Chile | C. S. D. Colo-Colo        | Chile | 2024   |

### Distinciones individuales
| Distinción                                    | Año  |
| --------------------------------------------- | ---- |
| Jugador Revelación Revista "El Gráfico" Chile | 2013 |
| Medalla Santa Cruz de Triana                  | 2014 |